# Hôpital militaire du Gros-Caillou

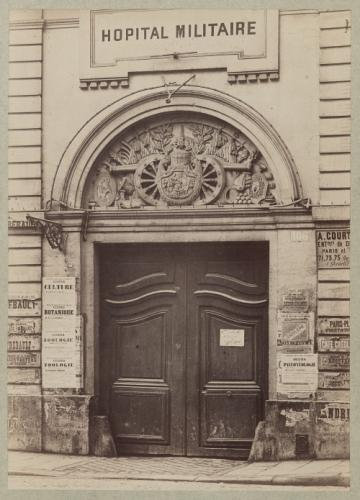
Hôpital militaire du Gros Caillou en 1895.

L’hôpital militaire du Gros-Caillou est un ancien hôpital démoli en 1895 qui était situé à Paris, à l'angle de la rue Saint-Dominique et de l'avenue Bosquet dans le 7e arrondissement de Paris.

## Histoire
L’hôpital des Gardes françaises est créé en 1759 à la demande du maréchal et duc de Biron, colonel du régiment des Gardes françaises, le roi ayant donné une somme de 300 000 livres pour cette fondation. Il s'étendait du 106 au 114 rue Saint-Dominique et le long de la rue de la Vierge  puis du 14 au 16 ter de l'avenue Bosquet percée en 1858 qui a absorbé cette rue. L'hôpital comportait à l’origine 264 lits, 450 en 1810.
Il passe en 1789 à la Ville de Paris après la suppression de ce régiment. 
Fermé en 1795, il rouvre en 1802 sous le nom d’hôpital de la Garde consulaire. Sous le Second Empire, il est nommé hôpital militaire du Gros-Caillou, du nom du quartier où il était situé (ce nom d'hôpital du Gros Caillou est cependant déjà utilisé antérieurement : il figure dans des actes de décès du Premier Empire).
La fontaine de Mars est construite en 1806 face à son entrée, rue Saint-Dominique.

## Fermeture
Devenu vétuste, il est fermé en 1892 et démoli en 1895.
Le terrain est loti et les rues Dupont des Loges, Edmond-Valentin et Sédillot sont ouvertes à son emplacement. Les immeubles résidentiels en pierre de taille de type haussmannien assez luxueux d'architecture homogène   (sauf celui du 12 rue Sédillot de style Art nouveau) construits sur ce terrain datent des années 1897 à 1899.